# Für Danzig
Für Danzig era el himno nacional de la Ciudad Libre de Danzig. La letra fue hecha por Paul Enderling, mientras que la música fue hecha por Georg Göhler. La canción fue usada entre 1920 y 1939. Luego de que la Ciudad Libre de Danzig fuese anexionada a la Alemania Nazi, este himno fue reemplazado por Deutschlandlied, junto con Horst-Wessel-Lied.
| Letra en alemán | Traducción al español |
| Kennst du die Stadt am Bernsteinstrand, umgrünt von ew'ger Wälder Band, wo schlanke Giebel streben empor zum Sonnenschein! Ja, sollt' ich fröhlich leben, in Danzig müßt es sein! Kennst du die Stadt, wo Turm an Turm in Treue trotzt dem Zeitensturm, wo stolze Schiffe gleiten ins blaue Meer hinein! Ja, sollt' ich tapfer streiten, für Danzig müßt es sein! Kennst du die Stadt, wo deutsche Art voll Kraft und Mut ihr Gut bewahrt, wo deutsch die Glocken werben und deutsch ein jeder Stein ! Ja sollt' ich selig sterben, in Danzig müßt es sein ! | ¿Conoces la ciudad en la playa de ámbar rodeada de eternos y verdes bosques, donde esbeltos aguilones se esfuerzan en llegar hasta el sol? Sí, si yo fuera a vivir feliz ¡En Danzig tendría que ser! ¿Conoces la ciudad, donde torre a torre, la lealtad desafía las tormentas del tiempo, donde orgullosos barcos se deslizan en el mar azul? Sí, si yo fuera a luchar con valentía ¡Por Danzig tendría que ser! ¿Conoces la ciudad donde el arte alemán conserva su propiedad llena de fuerza y coraje, donde suenan las campanas alemanas y es alemana cada piedra? Sí, si yo fuera a morir bendecido ¡En Danzig tendría que ser! |